# 13 april
13 april is de 103e dag van het jaar (104e dag in een schrikkeljaar) in de gregoriaanse kalender. Hierna volgen nog 262 dagen tot het einde van het jaar.

## Gebeurtenissen
- Algemeen
  - 1883 - Alfred Packer wordt schuldig bevonden aan kannibalisme.
  - 1919 - Britse en Gurkha troepen vermoorden in Amritsar, India ten minste 379 ongewapende deelnemers aan een demonstratie in het kader van de geweldloos-verzet-campagne van Gandhi.
  - 1986 - President Kenneth Kaunda van Zambia arriveert op het Rotterdamse vliegveld Zestienhoven voor een officieel werkbezoek van vier dagen aan Nederland.
  - 1992 - Aardbeving bij Roermond met een magnitude van 5,8 op de schaal van Richter.
  - 2024 - Door een door zware regenval veroorzaakte aardverschuiving in de regio Tana Toraja op het Indonesische eiland Sulawesi verliezen zeker 18 mensen hun leven en lopen infrastructurele werken schade op.[1]
  - 2024 - Een aardverschuiving veroorzaakt door regenval treft de haven van Idiofa in de Democratische Republiek Congo. Doordat er een lawine van klei en puin langs de oevers van de rivier Kasaï naar beneden komt, vallen daar zeker 15 doden en raken enkele tientallen mensen vermist.[2]
- Kunst en cultuur
  - 1923 - Kurt Schwitters houdt in de bovenzaal van Hotel Phoenix te Drachten de laatste DaDa-bijeenkomst ter wereld.
- Media
  - 1934 - Uitgifte van het eerste nummer van het damestijdschrift Libelle.

- Muziek

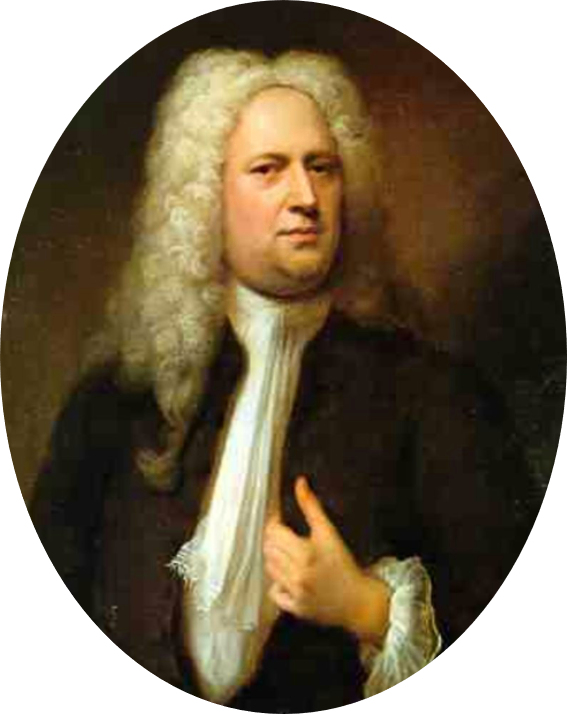
G.F. Händel

  - 1742 - Eerste uitvoering in Dublin van het oratorium Messiah van George Friedrich Händel.

- Oorlog
  - 1943 - De nazi's treffen massagraven aan van duizenden Poolse officieren, vermoord door de NKVD in 1940, bij Katyn.
  - 1944 - Crash van een B-17 bommenwerper te Berismenil (La roche en ardenne)
  - 1945 - Bevrijding van Assen.
  - 1975 - Een aanval van falangisten op een Palestijnse bus in Ain el-Roemane markeert het begin van 15 jaar burgeroorlog in Libanon.

- Politiek
  - 1598 - Koning Hendrik IV van Frankrijk geeft het Edict van Nantes uit. Hierdoor krijgen de hugenoten vrijheid van religie.
  - 1818 - In de Verenigde Staten wordt een nieuwe officiële vlag ingevoerd met 20 sterren en 13 strepen omdat er inmiddels 5 nieuwe staten zijn toegetreden.[3]
  - 1849 - Hongarije wordt een republiek.
  - 1925 - In het Dominion Newfoundland treedt de wet die het vrouwenkiesrecht invoert officieel in werking.[4]
  - 1941 - Neutraliteitsovereenkomst wordt getekend tussen de Sovjet-Unie en Japan.
  - 1975 - Militaire staatsgreep in Tsjaad, waarbij president François Tombalbaye om het leven komt.
  - 1983 - Harold Washington wordt gekozen als de eerste Afrikaans-Amerikaanse burgemeester van Chicago.
  - 1987 - Portugal en China tekenen een overeenkomst waarbij het eiland Macau in 1999 wordt teruggegeven aan China.
  - 1992 - De Organisatie van Amerikaanse Staten (OAS) roept de Peruviaanse president Alberto Fujimori op de democratie onmiddellijk te herstellen, maar kondigt geen economische sancties af.

- Recreatie
  - 1981 - De Efteling opent de attracties Python en Gondoletta.
  - 2017 - In Attractiepark Slagharen is de Gold Rush geopend, de achtbaan werd officieel geopend door directeur Wouter Dekkers en burgemeester Peter Snijders.

- Religie
  - 1937 - Splitsing van het Apostolisch vicariaat Celebes in Nederlands-Indië in het Apostolisch Vicariaat Manado en de Apostolische Prefectuur Makassar.
  - 1980 - Paus Johannes Paulus II bezoekt Turijn.
  - 1991 - Oprichting van de Rooms-katholieke Apostolische administraties Europees Rusland, Siberië en Kazachstan in de Sovjet-Unie. Benoeming van Tadeusz Kondrusiewicz tot apostolisch administrator van Europees Rusland.

- Sport
  - 1969 - Wielrenner Walter Godefroot wint Parijs-Roubaix.
  - 1974 - Gerrie Knetemann wint de negende editie van de Amstel Gold Race.
  - 1975 - Wielrenner Roger De Vlaeminck wint zijn derde Parijs-Roubaix.
  - 1986 - Golfer Jack Nicklaus wint zijn zesde Masters toernooi.
  - 1997 - Tiger Woods wordt de jongste golfer die het Masters toernooi wint.
  - 2008 - Opwaaiend brandend WC-papier veroorzaakt brand op de tribunes van het NoordLease Stadion van FC Groningen waardoor de wedstrijd tegen Ajax afgelast wordt.
  - 2008 - Tom Boonen wint voor de tweede keer Parijs-Roubaix.
  - 2009 - In Malmö wordt het Swedbank Stadion officieel in gebruik genomen met een wedstrijd tussen Malmö FF en Örgryte IS.
  - 2012 - Door een gelijkspel tegen FC Eindhoven kan voetbalclub FC Zwolle niet meer ingehaald worden en wordt kampioen van de Nederlandse Eerste divisie. Zij promoveren naar de Eredivisie.
  - 2014 - De Nederlandse wielrenner Niki Terpstra wint Parijs-Roubaix.
  - 2025 - Mathieu van der Poel wint voor de derde maal op rij de wielerklassieker Parijs-Roubaix.

- Wetenschap en technologie
  - 1625 - Giovanni Faber bedenkt een nieuw woord: "microscoop".
  - 1970 - Een zuurstoftank aan boord van Apollo 13 explodeert waardoor de missie voortijdig moet worden beëindigd. Jim Lovell, Fred Haise en Jack Swigert, de bemanning van Apollo 13, landen door de ontploffing dan wel niet op de maan, maar ze zijn wel recordhouders: ze zijn degenen die het verst van de aarde verwijderd zijn geweest. Op 13 april 1970 waren ze 401.056 km van huis.

## Geboren

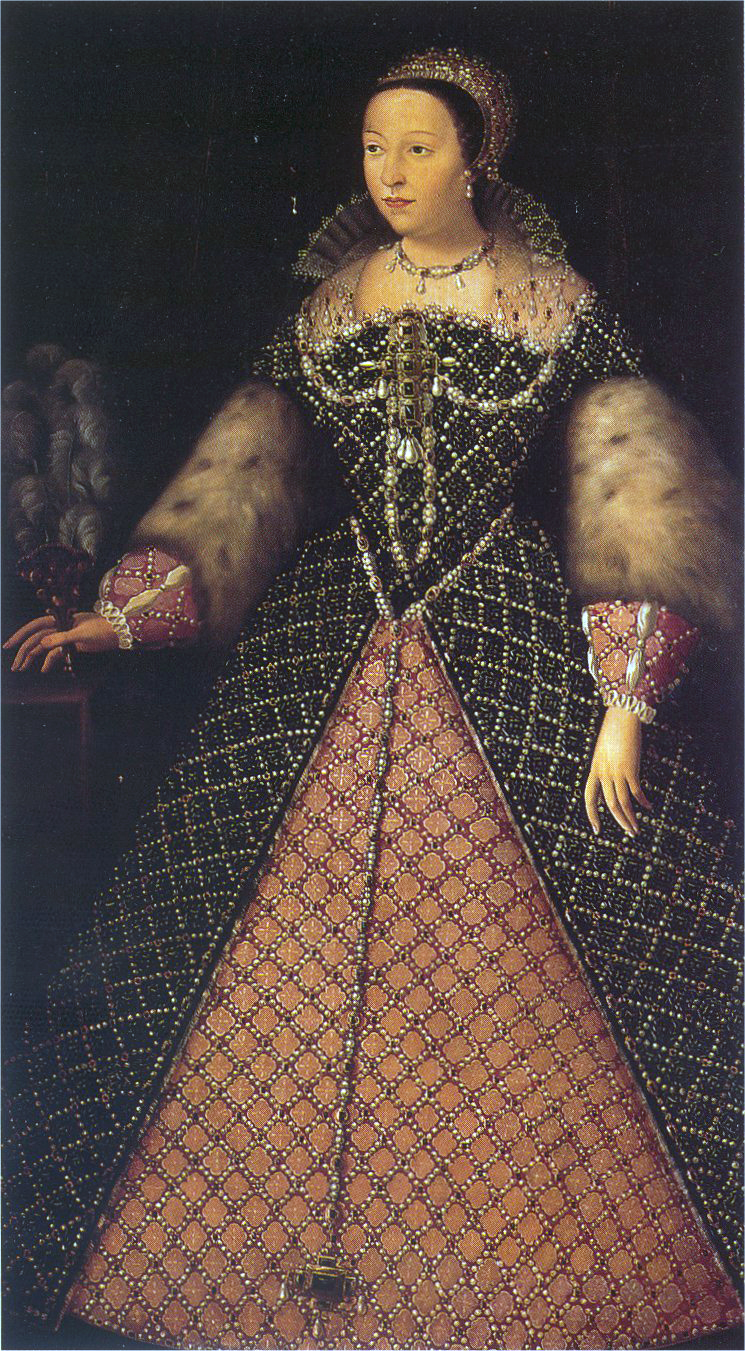
Catharina de' Medici
geboren in 1519

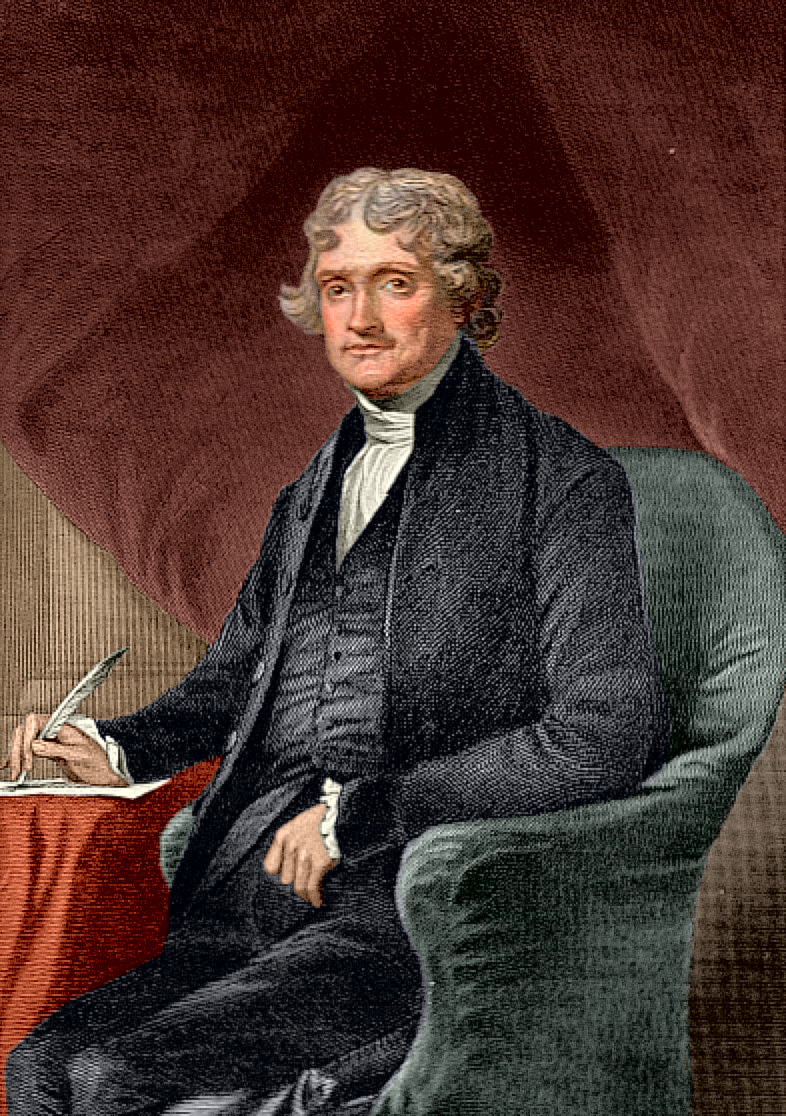
Thomas Jefferson
geboren in 1743

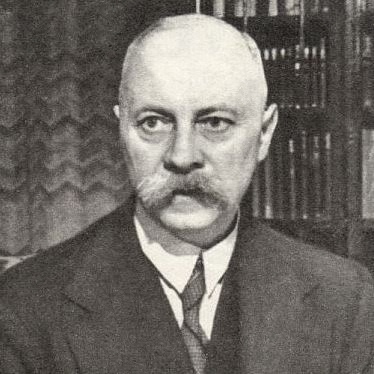
Pieter Sjoerds Gerbrandy
geboren in 1885

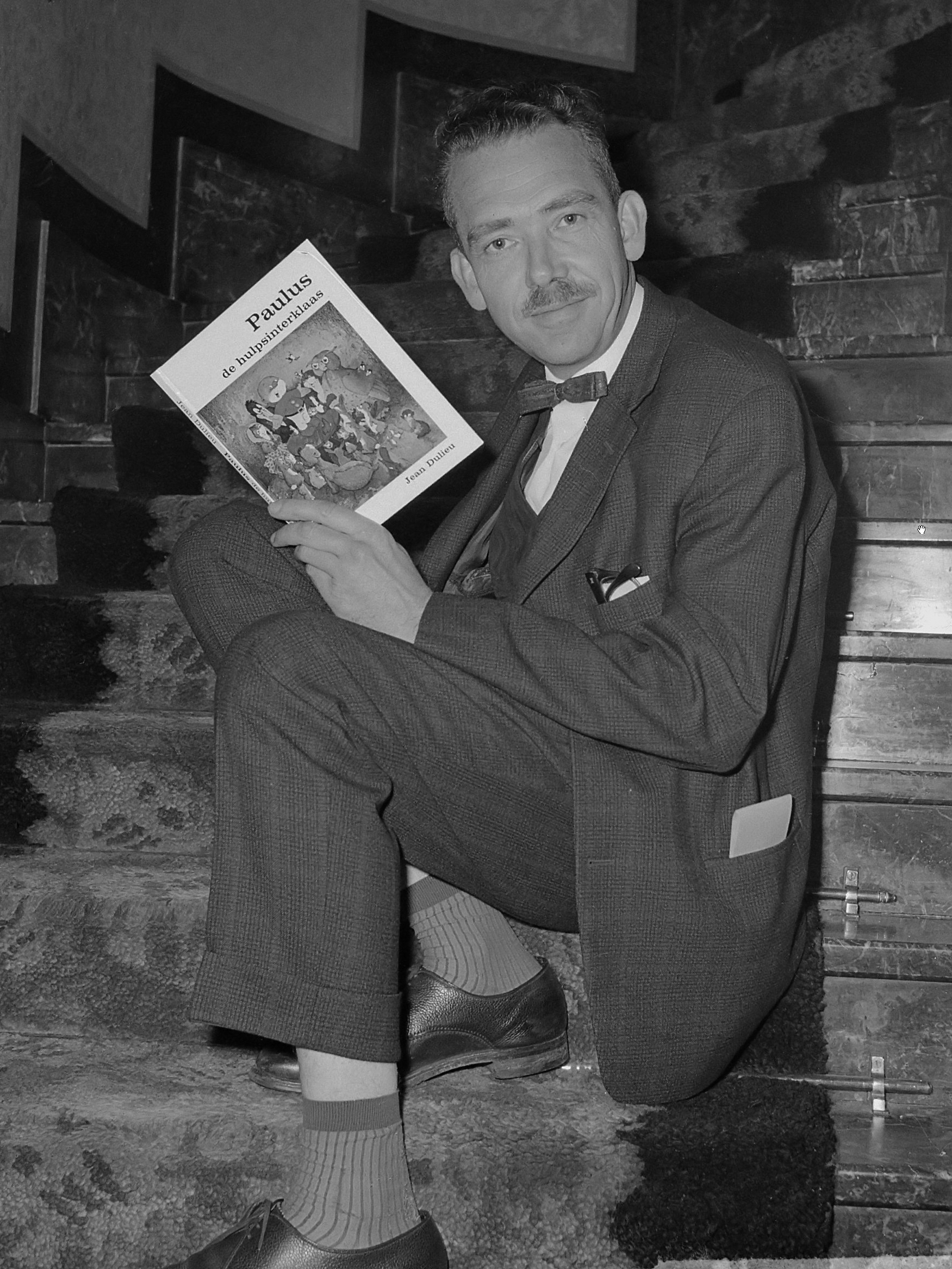
Jean Dulieu
geboren in 1921

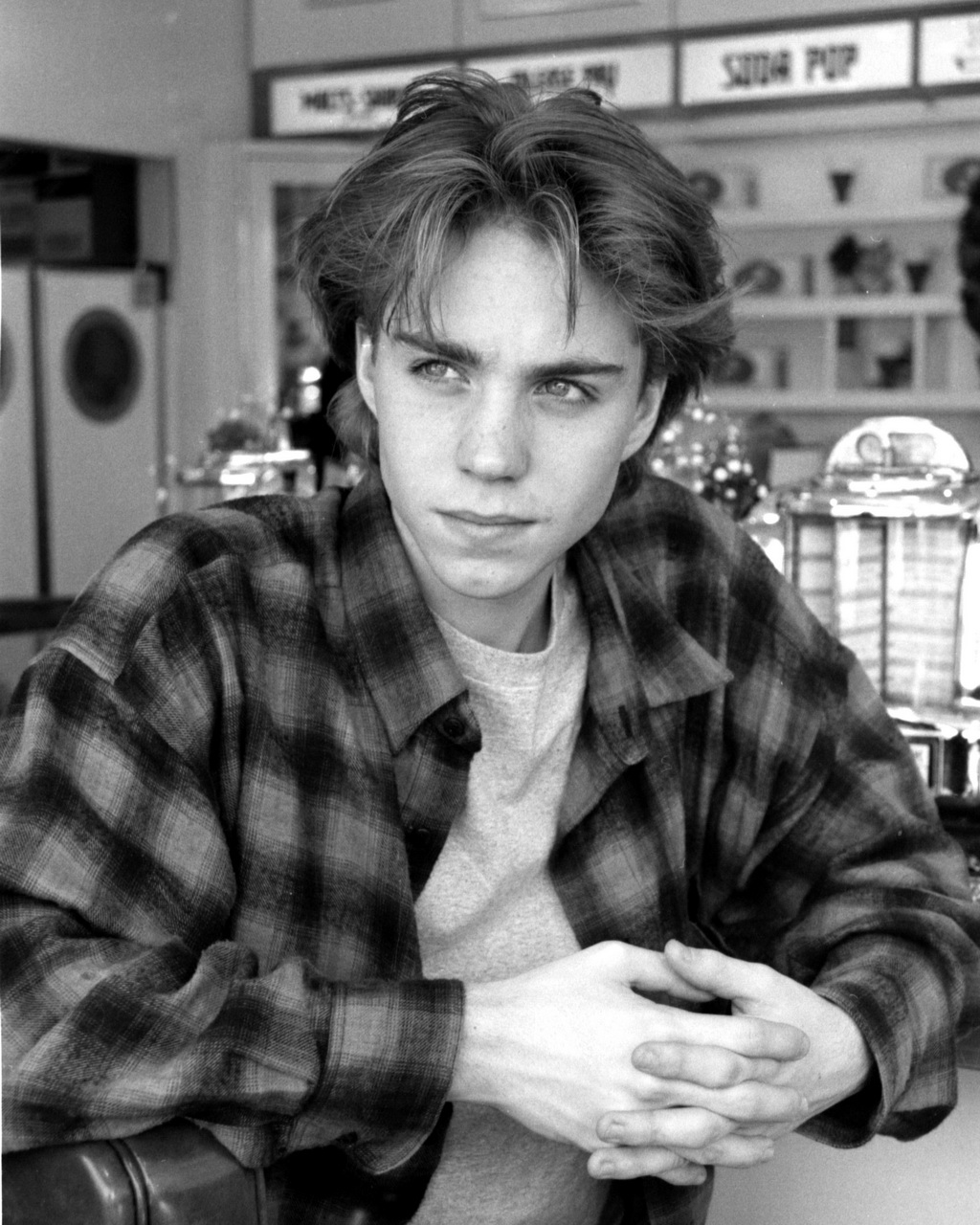
Jonathan Brandis
geboren in 1976

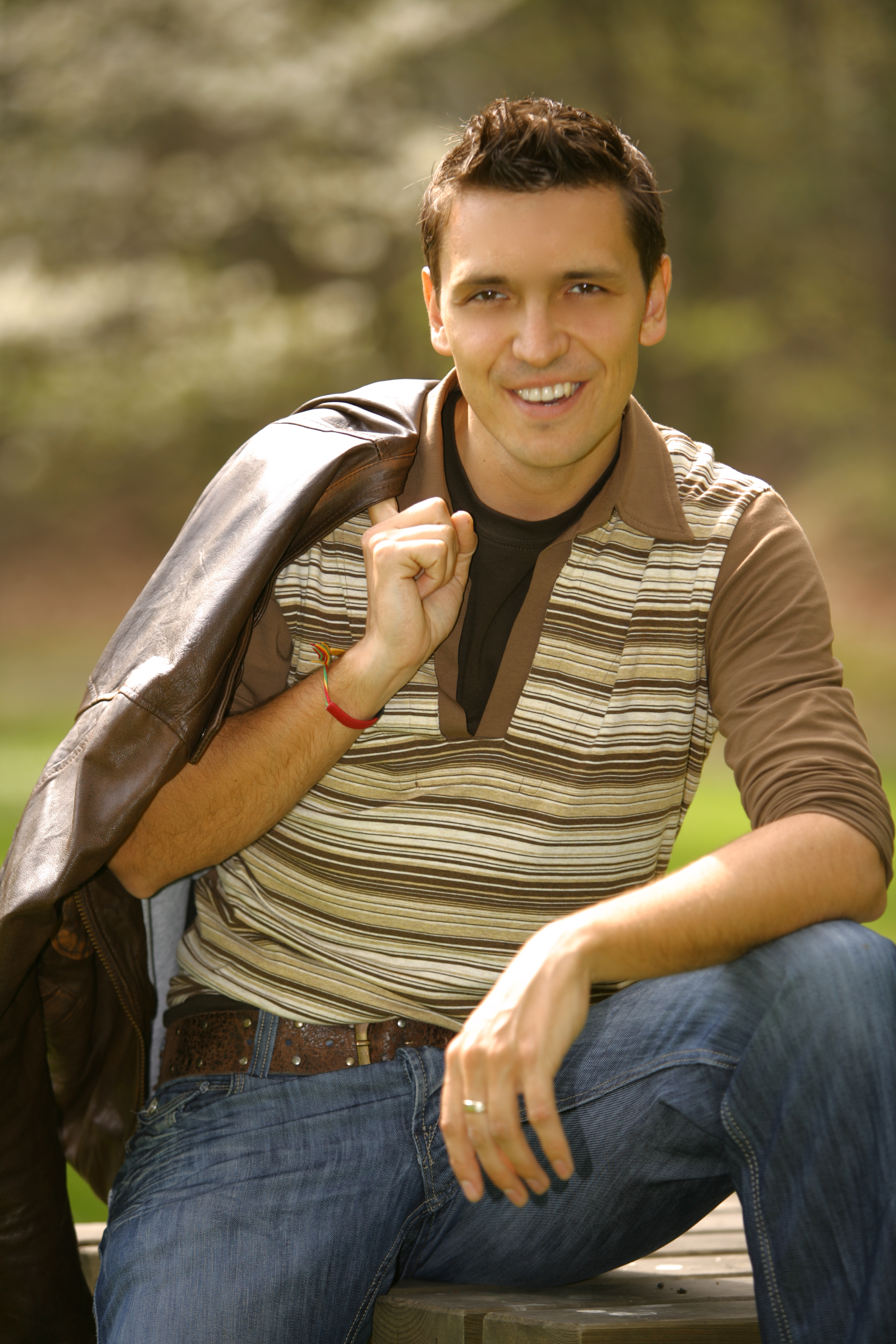
Robin Vissenaekens
geboren in 1976

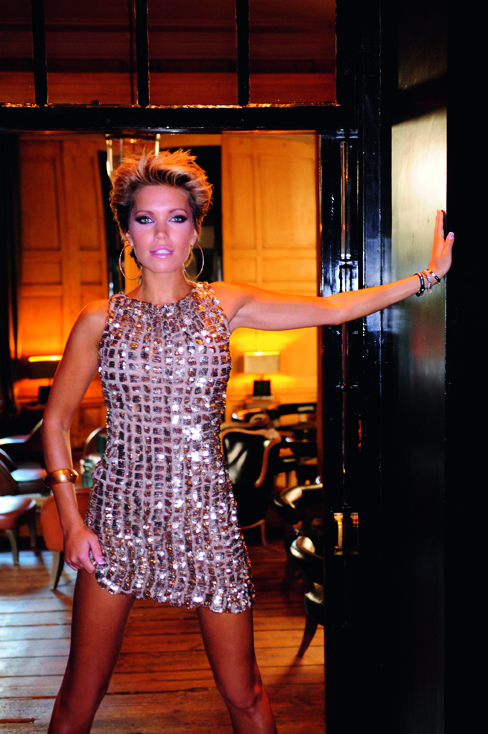
Sylvie Meis
geboren in 1978

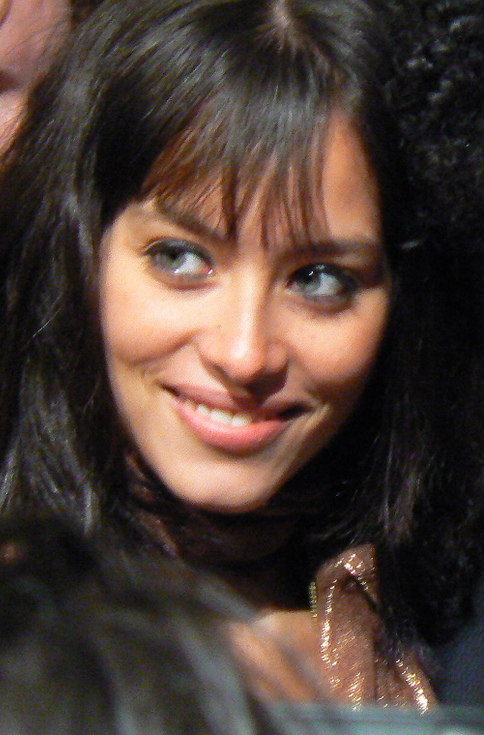
Liliana de Vries
geboren in 1988

- 1519 - Catharina de' Medici, koningin van Frankrijk (overleden 1589)
- 1570 - Guy Fawkes, Brits militair; betrokkene bij het Buskruitverraad (overleden 1606)
- 1639 - Joan Leonardsz Blasius, Nederlands schrijver en dichter (overleden 1672)
- 1729 - Thomas Percy, Engels bisschop en dichter (overleden 1811)
- 1729 - Rienk Jelgerhuis, Nederlands kunstschilder (overleden 1806)
- 1743 - Thomas Jefferson, derde president van de Verenigde Staten (overleden 1826)
- 1771 - Richard Trevithick, Engels uitvinder (overleden 1833)
- 1791 - Félix de Mérode,  Belgisch politicus en schrijver (overleden 1857)
- 1808 - Antonio Meucci, Italiaans ontwerper (overleden 1896)
- 1813 - Duncan Gregory, Brits wiskundige (overleden 1844)
- 1860 - James Ensor, Belgisch schilder (overleden 1946)
- 1866 - Butch Cassidy, Amerikaans crimineel (overleden 1908)
- 1867 - Adolf Olland, Nederlands schaker (overleden 1933)
- 1871 - Alexander Forbes, Zuid-Afrikaans astronoom (overleden 1959)
- 1872 - Ramon Avanceña, Filipijns rechter (overleden 1957)
- 1878 - George J. Trinkaus, Amerikaans componist en violist (overleden 1960)
- 1881 - Ludwig Binswanger, Zwitsers psychiater (overleden 1966)
- 1882 - Augustin Ringeval, Frans wielrenner (overleden 1967)
- 1885 - Pieter Sjoerds Gerbrandy, Nederlands advocaat en staatsman (overleden 1961)
- 1892 - Arthur Harris, Brits maarschalk (overleden 1984)
- 1892 - Robert Watson-Watt, Brits natuurkundige (overleden 1973)
- 1893 - Beppie de Vries, Nederlands operazangeres en actrice (overleden 1965)
- 1894 - Anton Colijn, Nederlands bergbeklimmer (overleden 1945)
- 1894 - Leendert van der Vlugt, Nederlands architect (overleden 1936)
- 1899 - Harold Osborn, Amerikaans atleet (overleden 1975)
- 1901 - René Pleven, Frans politicus (overleden 1993)
- 1901 - Paul Yü Pin, Chinees kardinaal-aartsbisschop van Nanking (overleden 1978)
- 1904 - Fernando Lopez, vicepresident van de Filipijnen (1949-1953 en 1965-1973) (overleden 1993)
- 1906 - Samuel Beckett, Iers toneelschrijver en dichter (overleden 1989)
- 1906 - Elise Vantruijen, Belgisch atlete (overleden ??)
- 1908 - Jacques Augarde, Frans politicus en journalist (overleden 2006)
- 1908 - Durk van der Duim, Nederlands schaatser (overleden 1990)
- 1908 - Alberto Zozaya, Argentijns voetballer (overleden 1981)
- 1909 - Maurice Boulanger, Belgisch atleet (overleden ??)
- 1909 - Wim Lagendaal, Nederlands voetballer (overleden 1987)
- 1909 - Eudora Welty, Amerikaans schrijver en fotograaf (overleden 2001)
- 1913 - David Albritton, Amerikaans atleet (overleden 1994)
- 1914 - Børge Mogensen, Deens meubelontwerper (overleden 1972)
- 1917 - Samuël Metiarij, Nederlands predikant (overleden 2007)
- 1920 - Roberto Calvi, Italiaans bankier (overleden 1982)
- 1920 - Cécile Dreesmann, Nederlands textielkunstenaar (overleden 1994)
- 1920 - Ernst van Eeghen, Nederlands zakenman en diplomaat (overleden 2007)
- 1920 - Jopie Waalberg, Nederlands zwemster (overleden 1979)
- 1921 - Jean Dulieu, Nederlands striptekenaar/-schrijver (overleden 2006)
- 1921 - Henry Hermansen, Noors biatleet en langlaufer (overleden 1997)
- 1921 - Wim Landman, Nederlands voetballer (overleden 1975)
- 1921 - Joseph Moureau, Belgisch gevechtspiloot (overleden 2020)
- 1922 - John Braine, Engels schrijver (overleden 1986)
- 1922 - Julius Nyerere, Tanzaniaans politicus (overleden 1999)
- 1923 - Jan van Genderen, Nederlands predikant en theoloog (overleden 2004)
- 1924 - Stanley Donen, Amerikaans filmregisseur, choreograaf en danser (overleden 2019)
- 1926 - André Testut, Monegaskisch autocoureur (overleden 2005)
- 1928 - Gianni Marzotto, Italiaans autocoureur (overleden 2012)
- 1929 - Waldemar Philippi, Duits voetballer (overleden 1990)
- 1931 - Michel Deville, Frans filmregisseur en scenarioschrijver (overleden 2023)
- 1931 - Dan Gurney, Amerikaans voormalig F1-coureur (overleden 2018)
- 1937 - Edward Fox, Engels acteur
- 1938 - Frederic Rzewski, Amerikaans componist, muziekpedagoog en pianist (overleden 2021)
- 1938 - Hermann Salomon, Duits atleet (overleden 2020)
- 1939 - Wijnie Jabaaij, Nederlands politica (overleden 1995)
- 1939 - Paul Sorvino, Amerikaans acteur (overleden 2022)
- 1940 - Mike Beuttler, Brits autocoureur (overleden 1988)
- 1941 - Jim Barnes, Amerikaans basketballer (overleden 2002)
- 1941 - Jim Cruickshank, Schots voetballer (overleden 2010)
- 1941 - Michael Stuart Brown, Amerikaans geneticus en Nobelprijswinnaar
- 1942 - Bert Vuijsje, Nederlands journalist
- 1943 - Tim Krabbé, Nederlands schrijver en schaakkenner
- 1944 - Alexander Münninghoff, Nederlands journalist en schrijver (overleden 2020)
- 1945 - Raffaele Pinto, Italiaans rallyrijder (overleden 2020)
- 1946 - Al Green, Amerikaans zanger
- 1947 - Kenny Aird, Schots voetballer (overleden 2024)
- 1947 - Joseph Daul, Frans politicus
- 1948 - Kune Biezeveld, Nederlands predikante en theologe (overleden 2008)
- 1948 - Janny Vlietstra, Nederlands politicus
- 1949 - Jean-Jacques Favier, Frans ruimtevaarder (overleden 2023)
- 1949 - Christopher Hitchens, Brits-Amerikaans journalist en auteur (overleden 2011)
- 1950 - Ron Perlman, Amerikaans acteur
- 1950 - Gijs Wanders, Nederlands journalist en presentator
- 1951 - Ivano Bordon, Italiaans voetballer
- 1951 - Max Weinberg, Amerikaans drummer
- 1951 - Joachim Streich, Duits voetballer (overleden 2022)
- 1952 - Sergej Martsjoek, Russisch schaatser (overleden 2016)
- 1954 - Roberto Dinamite, Braziliaans voetballer (overleden 2023)
- 1954 - Gerda van Erkel, Belgisch schrijfster
- 1954 - Róża Thun, Pools politica
- 1955 - Ole von Beust, Duits politicus
- 1955 - Safet Sušić, Bosnisch voetballer en voetbalcoach
- 1956 - Possum Bourne, Nieuw-Zeelands rallyrijder (overleden 2003)
- 1956 - César (Martins de Oliveira), Braziliaans voetballer (overleden 2024)
- 1956 - Roel Pieper, Nederlands ICT-ondernemer
- 1957 - Siska Maton, Belgisch atlete
- 1957 - Karin Tanghe, Belgisch actrice
- 1958 - Irene Hendriks, Nederlands hockeyspeelster en holistisch massagetherapeute
- 1959 - Carla Bakboord, Surinaams vrouwenrechtenactiviste en zangeres
- 1959 - Herr Seele, Belgisch striptekenaar
- 1960 - Michel Faber, Engelstalig Nederlands schrijver
- 1960 - Olaf Ludwig, Duits wielrenner
- 1960 - Rudi Völler, Duits voetballer
- 1961 - Paul Evans, Brits atleet
- 1961 - Walter Muls, Belgisch politicus
- 1961 - Alex Stieda, Canadees wielrenner
- 1961 - Hiro Yamamoto, Japans-Amerikaans muzikant
- 1962 - Kris Poté, Belgisch atleet
- 1962 - Hillel Slovak, Amerikaans gitarist (overleden 1988)
- 1963 - Andrej Bachvalov, Russisch schaatser
- 1963 - Jan Willem van Ede, Nederlands voetballer
- 1963 - Garri Kasparov, Russisch schaker
- 1964 - Andy Goram, Schots voetballer (overleden 2022)
- 1964 - Dokka Oemarov, Tsjetsjeens politicus (overleden 2009)
- 1964 - Colleen De Reuck, Zuid-Afrikaans atlete
- 1964 - Caroline Rhea, Canadees actrice
- 1964 - Willien van Wieringen, Nederlands theoloog
- 1964 - Teunis van der Zwart, Nederlands hoornist
- 1965 - Michal Bílek, Tsjechisch voetballer en voetbalcoach
- 1966 - Ivo Basay, Chileens voetballer en voetbalcoach
- 1966 - Johan Verbist, Belgisch voetbalscheidsrechter
- 1967 - Saskia Noort, Nederlands schrijfster, journaliste en columniste
- 1970 - Dylan Casey, Amerikaans wielrenner
- 1970 - Szilveszter Csollány, Hongaars turner (overleden 2022)
- 1970 - Rintje Ritsma, Nederlands schaatser
- 1970 - Rick Schroder, Amerikaans acteur
- 1971 - Alexandra Adi, Amerikaans actrice
- 1971 - Franck Esposito, Frans zwemmer
- 1972 - Rein Baart, Nederlands voetballer
- 1972 - Fabrizio Guidi, Italiaans wielrenner
- 1972 - Aaron Lewis, Amerikaans zanger en gitarist
- 1972 - Carlos Mortensen, Spaans pokerspeler
- 1973 - Marcin Borski, Pools voetbalscheidsrechter
- 1973 - Nicolas Jalabert, Frans wielrenner
- 1973 - Gustavo López, Argentijns voetballer
- 1973 - Bokeem Woodbine, Amerikaans acteur en muzikant
- 1974 - Lorenc Jemini, Albanees voetbalscheidsrechter
- 1974 - Marta Jandová, Tsjechisch zangeres
- 1974 - Darren Turner, Brits autocoureur
- 1974 - David Zdrilić, Australisch voetballer en voetbalcoach
- 1975 - Jasey-Jay Anderson, Canadees snowboarder
- 1975 - Lou Bega, Duits zanger
- 1976 - Jonathan Brandis, Amerikaans acteur (overleden 2003)
- 1976 - Eric Otogo-Castane, Gabonees voetbalscheidsrechter
- 1976 - Robin Vissenaekens, Belgisch radiopresentator en televisiemaker
- 1977 - Javier Guzman, Spaans-Nederlands stand-upcomedian en cabaretier
- 1977 - Mark Volders, Belgisch voetballer
- 1978 - Sylvie Meis, Nederlands televisiepresentatrice en actrice
- 1978 - Carles Puyol, Spaans voetballer
- 1978 - Raemon Sluiter, Nederlands tennisser
- 1978 - Alexander Voigt, Duits voetballer
- 1979 - Pelle Edberg, Zweeds golfer
- 1980 - Amanda Wilson, Brits zangeres
- 1981 - Moushaumi Robinson, Amerikaans atlete
- 1982 - Pieter 'Perquisite' Perquin, Nederlands artiest/producer
- 1983 - Claudio Bravo, Chileens voetballer
- 1984 - Ramon Zomer, Nederlands voetballer
- 1984 - Hiroatsu Takahashi, Japans skeletonracer
- 1985 - Tino Edelmann, Duits Noordse combinatieskiër
- 1985 - Sally Foster, Australisch zwemster
- 1985 - Youssef Rabeh, Marokkaans voetballer
- 1985 - Sipke Zijlstra, Nederlands wielrenner
- 1986 - Aleksandar Aleksandrov, Bulgaars voetballer
- 1986 - Michael Bingham, Brits atleet
- 1987 - Emanuel Herrera, Argentijns voetballer
- 1987 - Jonathan Legear, Belgisch voetballer
- 1988 - Ken Benz, Zwitsers golfer
- 1988 - Will Bratt, Brits autocoureur
- 1988 - Máximo Cortés, Spaans autocoureur
- 1988 - Tim Fransen, Nederlands stand-upcomedian en columnist
- 1988 - Dirk Marcellis, Nederlands voetballer
- 1988 - Liliana de Vries, Nederlands model en actrice
- 1988 - Allison Williams, Amerikaans actrice, cabaretière en zangeres
- 1989 - Ryan Bailey, Amerikaans atleet
- 1990 - Lodovica Comello, Italiaans actrice
- 1990 - Sven Jablonski, Duits voetbalscheidsrechter
- 1990 - Anastasija Sevastova, Lets tennisspeelster
- 1991 - Akeem Adams, voetballer uit Trinidad en Tobago (overleden 2013)
- 1991 - Ulises Dávila, Mexicaans voetballer
- 1991 - Daniel Ginczek, Duits voetballer
- 1992 - Péter Bernek, Hongaars zwemmer
- 1992 - Hannah Pilkes, Amerikaans actrice
- 1993 - Hannah Marks, Amerikaans actrice
- 1993 - Daan Myngheer, Belgisch wielrenner (overleden 2016)
- 1993 - Sven Nieuwpoort, Nederlands voetballer
- 1993 - Gerrit Wegkamp, Duits voetballer
- 1994 - Konstantīns Calko, Lets autocoureur
- 1994 - Ángelo Henríquez, Chileens voetballer
- 1994 - Tatjana Sorina, Russisch langlaufster
- 1994 - Chloé Trespeuch, Frans snowboardster
- 1995 - Michelle Vrieling, Nederlands voetbalster
- 1996 - Marko Grujić, Servisch voetballer
- 1996 - Kristoffer Halvorsen, Noors wielrenner
- 1997 - Marina Georgieva, Oostenrijks voetbalster
- 1997 - Đorđe Nikolić, Servisch voetballer
- 1997 - Lotte Scheldeman, Belgisch atlete
- 1998 - Kristina Clonan, Australisch wielrenster
- 1999 - Alessandro Bastoni, Italiaans voetballer
- 2000 - Suzanne Lindon, Frans actrice, scenarioschrijver en filmregisseur
- 2000 - Facundo Torres, Uruguayaans voetballer
- 2001 - Josh Rock, Noord-Iers darter
- 2001 - Kenzo Simons, Surinaams-Nederlands zwemmer
- 2004 - Mari Boya, Spaans autocoureur
- 2004 - Halvor Dolven, Noors wielrenner
- 2005 - Hannah Etzold, Duits voetbalster
- 2006 - Mirte van Koppen, Nederlands voetbalster
- 2006 - Eva Oude Elberink, Nederlands voetbalster
- 2007 - Felicia Schröder, Zweeds voetbalster

## Overleden

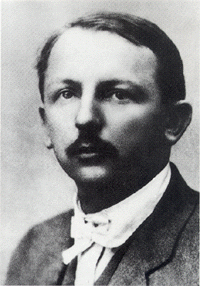
Henk Sneevliet
overleden in 1942

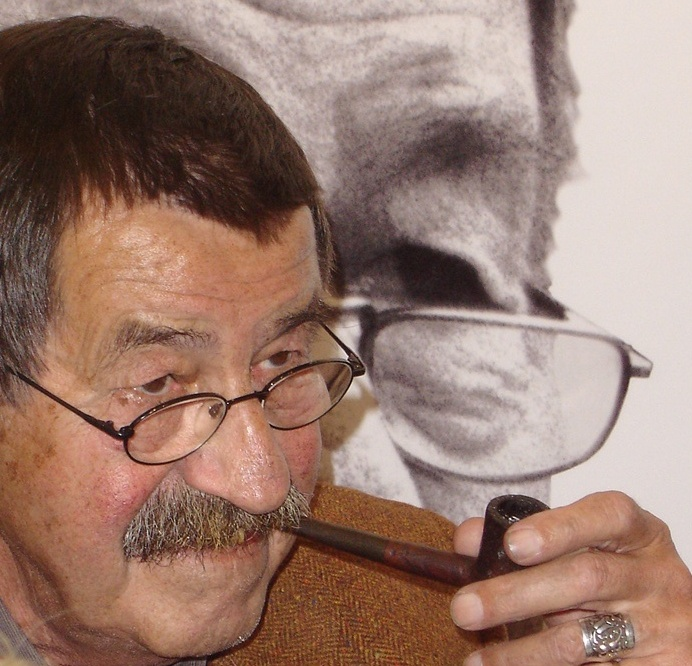
Günter Grass
overleden in 2015

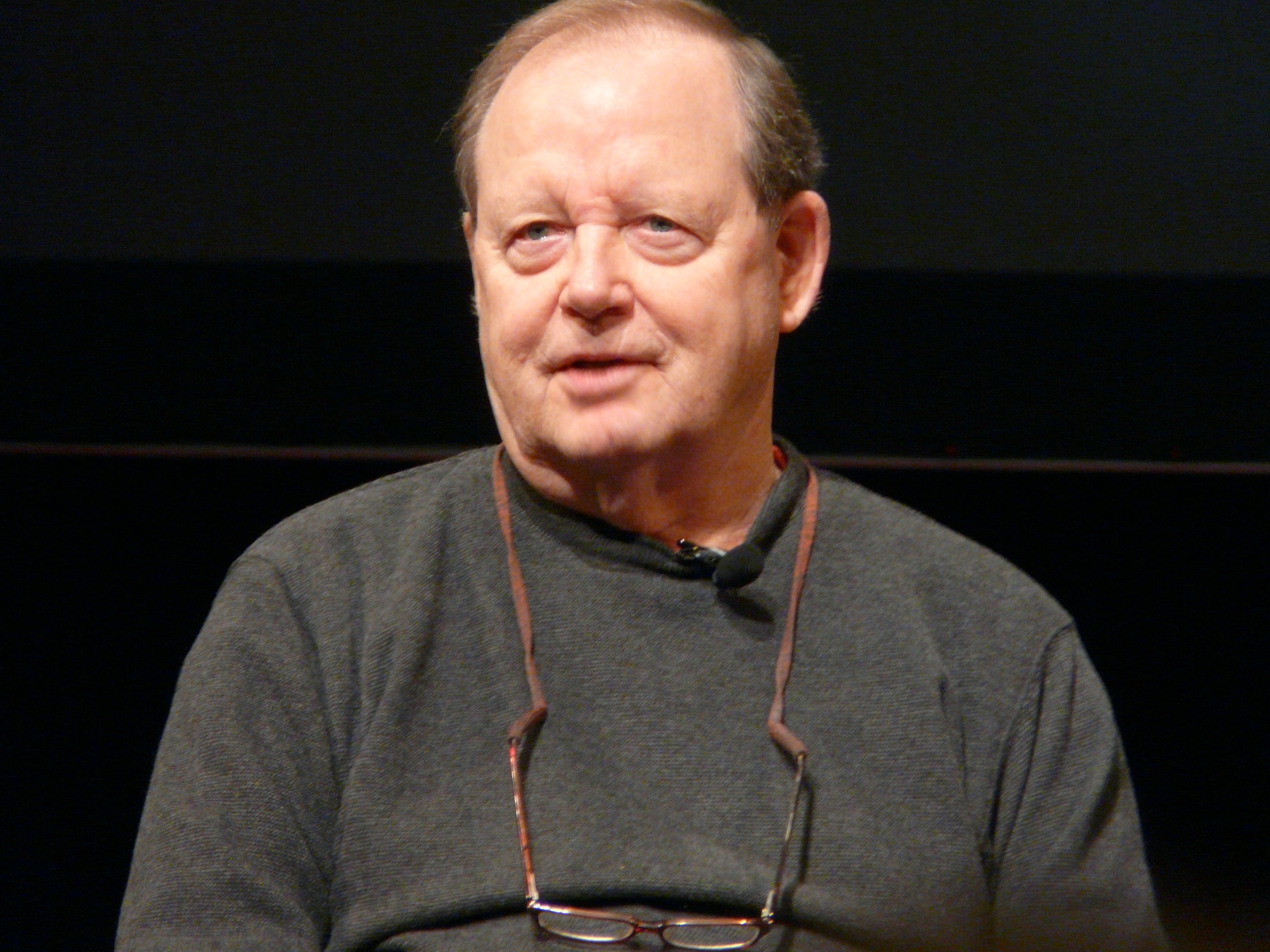
Robert Taylor
overleden in 2017

- 585 - Hermenegild, Visigotische prins
- 799/800 - Paulus Diaconus, Longobardische monnik en een van de eerste 'Germaanse' historici
- 814 - Kroem, Bulgaars heerser
- 1093 - Vsevolod I (±63), Oekraïens heerser
- 1377 - Guillaume de Machault, middeleeuws muzikant
- 1605 - Boris Godoenov (54), Russisch tsaar
- 1695 - Jean de La Fontaine (73), Frans schrijver
- 1874 - James Bogardus (74), Amerikaans uitvinder en architect
- 1886 - Geertruida Bosboom-Toussaint (73), Nederlands schrijfster
- 1894 - Nikolaj Ge (61), Russisch kunstschilder
- 1919 - Phoebe Hearst (76), Amerikaans filantrope
- 1921 - Johann Wilhelm Spengel (69), Duits bioloog
- 1930 - Paciano Rizal (79), Filipijns revolutionair generaal
- 1931 - Fausto Maria Martini (44), Italiaans schrijver
- 1935 - León María Guerrero (82), Filipijns apotheker en botanicus
- 1941 - Annie Cannon (77), Amerikaans astronome
- 1942 - Henk Sneevliet (58), Nederlands communistisch politicus en verzetsstrijder
- 1945 - Frans van Haaren (59), Nederlands jurist en burgemeester
- 1952 - Lina Coen, (73) Amerikaans-Nederlands pianiste en dirigente
- 1954 - Samuel Jones (75), Amerikaans atleet
- 1959 - Eduard van Beinum (58), Nederlands dirigent
- 1959 - Rigardus Rijnhout, (36) langste mens die ooit in Nederland leefde
- 1959 - Fred Thomas (52), Nederlands journalist en schrijver
- 1962 - P.H. Ritter jr. (79), Nederlands letterkundige
- 1969 - Alfred Karindi (67), Estisch componist en organist
- 1969 - Jose Maria Veloso (82), Filipijns politicus
- 1975 - Teofilo Sison (95), Filipijns jurist, politicus en minister
- 1975 - François Tombalbaye (56), Tsjadisch president
- 1976 - Gustave Danneels (62), Belgisch wielrenner
- 1976 - Traugott Herr (85), Duits generaal
- 1978 - Albert Termote (89), Belgisch-Nederlands beeldhouwer
- 1981 - Guerino Bertocchi (73), Italiaans autocoureur
- 1983 - Mercè Rodoreda (74), Catalaans schrijfster
- 1983 - Annie van der Vegt (79), Nederlands gymnaste
- 1987 - Guido Sala (58), Italiaans motorcoureur
- 1994 - Rob van Gennep (57), Nederlands uitgever en boekverkoper
- 1999 - Willi Stoph (84), Oost-Duits politicus
- 2000 - Arthur Owen (85), Brits autocoureur
- 2002 - Desmond Titterington (73), Noord-Iers autocoureur
- 2004 - Ritchie Cordell (Richard Rosenblatt) (61), Amerikaans songwriter, producer en muziekuitgever
- 2005 - Johnnie Johnson (80), Amerikaans bluespianist
- 2006 - Carel Alberts (78), Nederlands bassist
- 2006 - Muriel Spark (88), Brits schrijfster
- 2006 - Arthur Winston (100), Amerikaans "Werknemer van de Eeuw"
- 2007 - Marc Galle (76), Belgisch politicus en letterkundige
- 2007 - Hans Koning (85), Nederlands-Amerikaans journalist, publicist en schrijver
- 2008 - Peter Michielsen (62), Nederlands journalist
- 2008 - Mark Speight (42), Brits televisiepresentator
- 2008 - John Wheeler (96), Amerikaans natuurkundige
- 2009 - Björn Borg (89), Zweeds zwemmer
- 2009 - Wim Schuijt (99), Nederlands politicus
- 2013 - Frank Bank (71), Amerikaans acteur
- 2013 - Henk Peeters (87), Nederlands beeldend kunstenaar
- 2013 - Chi Cheng (42), Amerikaans muzikant
- 2015 - Ronnie Carroll (80), Brits zanger en entertainer
- 2015 - Eduardo Galeano (74), Uruguayaans journalist en schrijver
- 2015 - Günter Grass (87), Duits schrijver en beeldend kunstenaar
- 2015 - Ton Luijten (76), Nederlands neerlandicus, stadsdichter en publicist
- 2016 - Mariano Mores (98), Argentijns componist, dirigent en pianist
- 2026 - Gareth Thomas (71),  Welsh acteur
- 2017 - Robert Taylor (85), Amerikaans informaticus
- 2018 - Zbigniew Bujarski (85), Pools componist en muziekdocent
- 2018 - Miloš Forman (86), Tsjechisch-Amerikaans regisseur
- 2018 - Cees Tol (70), Nederlands gitarist en tekstschrijver (BZN)
- 2018 - Fred Vaassen (76), Nederlands acteur
- 2019 - Tony Buzan (76), Brits psycholoog en auteur
- 2019 - Paul Greengard (93), Amerikaans neurowetenschapper en winnaar Nobelprijs
- 2019 - Lydia Wideman (98), Fins langlaufster
- 2019 - Yvette Williams (89), Nieuw-Zeelands atlete
- 2020 - Radboud van Beekum (69), Nederlands meubelontwerper, architect en publicist
- 2020 - Vicente Magsaysay (80), Filipijns politicus
- 2022 - Letizia Battaglia (87), Italiaans journaliste en fotografe
- 2022 - Michel Bouquet (96), Frans acteur
- 2022 - David Luteijn (78), Nederlands politicus
- 2022 - Gloria Parker (100), Amerikaans muzikante
- 2022 - Freddy Rincón (55), Colombiaans voetballer
- 2023 - Craig Breen (33), Iers rallyrijder
- 2023 - Mary Quant (93), Brits modeontwerpster
- 2024 - Faith Ringgold (93), Amerikaans kunstenares
- 2025 - Richard Armitage (79), Amerikaans politicus
- 2025 - Jean Marsh (90), Brits actrice
- 2025 - Mario Vargas Llosa (89), Peruaans schrijver en Nobelprijswinnaar

## Viering/herdenking

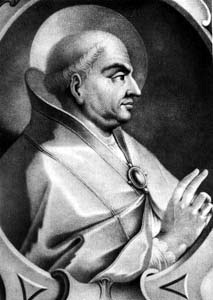
H. Martinus I

- Pasen in 1653, 1659, 1664, 1721, 1727, 1732, 1800, 1873, 1879, 1884, 1941, 1952, 2031, 2036.
- Rooms-Katholieke kalender:
  - Heilige Martinus I († 655) - vrije gedachtenis
  - Heilige Hermenegild († 585)
  - Zalige Ida van Verdun (Boulogne) († 1113)

## Weerextremen

### Nederland
| | Officiële records | Officiële records | Officiële records |      | Landelijke records | Landelijke records | Landelijke records                         |
| Gebeurtenis | Jaar              | Extreem           | Locatie           | Jaar | Extreem            | Locatie            |                                            |
| --- | ----------------- | ----------------- | ----------------- | ---- | ------------------ | ------------------ | ------------------------------------------ |
| Laagste etmaalgemiddelde temperatuur (°C) | 1913              | 1,5               | De Bilt           |      | 1913               | 0,4                | Maastricht                                 |
| Hoogste etmaalgemiddelde temperatuur (°C) | 2024              | 17,1              | De Bilt           |      | 2024               | 18,4               | Arcen                                      |
| Laagste minimumtemperatuur (°C) | 1913              | −4,4              | De Bilt           |      | 1986 1996          | −5,7               | Soesterberg Twenthe                        |
| Hoogste minimumtemperatuur (°C) | 2024              | 12,0              | De Bilt           |      | 1939               | 13,1               | Maastricht                                 |
| Laagste maximumtemperatuur (°C) | 1966              | 3,6               | De Bilt           |      | 1966               | 1,5                | Eelde                                      |
| Hoogste maximumtemperatuur (°C) | 2007              | 24,4              | De Bilt           |      | 2007               | 25,6               | Westdorpe                                  |
| Hoogste uurgemiddelde windsnelheid (m/s) | 1951              | 14,4              | De Bilt           |      | 1994               | 19,0               | Lauwersoog                                 |
| Hoogste windstoot (m/s) | 1960              | 22,6              | De Bilt           |      | 2002               | 33,0               | Hoofdplaat                                 |
| Langste zonneschijnduur (uur) | 1942              | 12,2              | De Bilt           |      | 1996               | 13,0               | Hoorn Terschelling, Lauwersoog, Leeuwarden |
| Langste neerslagduur (uur) | 1956              | 12,4              | De Bilt           |      | 2005               | 13,8               | Vlissingen                                 |
| Hoogste etmaalsom van de neerslag (mm) | 1985              | 13,0              | De Bilt           |      | 1999               | 15,2               | Westdorpe                                  |
| Laagste etmaalgemiddelde relatieve vochtigheid (%) | 2003              | 51                | De Bilt           |      | 2003               | 44                 | Deelen                                     |
| Laagste uurwaarde luchtdruk op zeeniveau (hPa) | 2000              | 990,5             | De Bilt           |      | 1999               | 988,0              | Hoorn Terschelling                         |
| Hoogste uurwaarde luchtdruk op zeeniveau (hPa) | 1995              | 1036,2            | De Bilt           |      | 1995               | 1037,4             | De Kooy                                    |
| Officiële records worden altijd gemeten op het KNMI-weerstation in De Bilt. Landelijke records kunnen worden gemeten op elk officieel KNMI-weerstation in Nederland. |                   |                   |                   |      |                    |                    |                                            |

Uitzonderlijke gebeurtenissen
- 1904 - Eerste officiële zachte dag van het jaar (maximumtemperatuur ≥ 15 °C in De Bilt)
- 1904 - Eerste landelijke zachte dag van het jaar gemeten in De Bilt (maximumtemperatuur ≥ 15 °C op een officieel weerstation)
- 1905 - Eerste officiële zachte dag van het jaar (maximumtemperatuur ≥ 15 °C in De Bilt)
- 1905 - Eerste landelijke zachte dag van het jaar gemeten in De Bilt (maximumtemperatuur ≥ 15 °C op een officieel weerstation)
- 1910 - Eerste officiële zachte dag van het jaar (maximumtemperatuur ≥ 15 °C in De Bilt)
- 1944 - Eerste officiële warme dag van het jaar (maximumtemperatuur ≥ 20 °C in De Bilt)
- 1944 - Eerste landelijke warme dag van het jaar gemeten in De Bilt en Maastricht (maximumtemperatuur ≥ 20 °C op een officieel weerstation)
- 1959 - Eerste officiële warme dag van het jaar (maximumtemperatuur ≥ 20 °C in De Bilt)
- 1980 - Eerste landelijke warme dag van het jaar gemeten in De Kooy, Deelen, Eindhoven, Gilze-Rijen, Leeuwarden, Maastricht, Soesterberg, Valkenburg ZH en IJmuiden (maximumtemperatuur ≥ 20 °C op een officieel weerstation)
- 2023 - Landelijk hoogste uurgemiddelde windsnelheid in m/s van april dit jaar gemeten in Vlissingen: 16,0. Samen met 12 april

### België
Dagrecords
- 1892 - Laagste etmaalgemiddelde temperatuur 1,7 °C
- 1939 - Hoogste etmaalgemiddelde temperatuur 17,4 °C
- 1879 - Laagste minimumtemperatuur −2 °C
- 2007 - Hoogste maximumtemperatuur 25,6 °C
- 2000 - Hoogste etmaalsom van de neerslag 20 mm

Uitzonderlijke gebeurtenissen
- 1932 - 11 cm sneeuw in Drossart (Baelen).
- 1986 - Vierde opeenvolgende ijsdag in Botrange (Waimes).

<< · 1 · 2 · 3 · 4 · 5 · 6 · 7 · 8 · 9 · 10 · 11 · 12 · 13 · 14 · 15 · 16 · 17 · 18 · 19 · 20 · 21 · 22 · 23 · 24 · 25 · 26 · 27 · 28 · 29 · 30 · >>